# Alexander Järnefelt
August Alexander Järnefelt, född 2 april 1833 i Tohmajärvi, död 15 april 1896 i Helsingfors, var en finländsk officer, topograf och ämbetsman.

## Biografi
Alexander Järnefelt var yngste son och ett av nio barn till Gustav Adolf Järnefelt (1791–1838) och Aurora Fredrika Molander (1800–1868). Han växte upp på Hovila gård, men när han var fem år gammal dog fadern och gården auktionerades ut. Modern och barnen flyttade 1845 till Kuopio. Han var elev i Nyslotts högre elementarskola, utbildade sig till officer i Finska kadettskolan i Fredrikshamn och vid Mihailovskis artilleriskola i Sankt Petersburg från 1853. Han började vid artilleriakademin samma år och tog examen därifrån 1855 och från det ryska generalstabsakademins geodetiska avdelning 1859. Han var assistent åt astronomen Friedrich Georg Wilhelm von Struve vid generalstabens observatorium i Pulkovo. År1868 utnämndes han till befälhavare för de astronomiska och geodetiska arbetena i Finland med Viborg som stationeringsort. Från 1870 var han chef för den finska avdelningen av den ryska arméns topografiska kår.
Han lärde känna sin officerskamrats syster Elisabeth Clodt von Jürgensburg i Sankt Petersburd när hon var 15 år och gifte sig med henne i december 1857 i Sankt Petersburg. Paret bosatte sig i Finland.
Alexander Järnefelts karriär dominerades av topografiskt arbete. Under hans ledning framställdes på 1870-talet Finland topografiska karta i hela Nylands och Tavastehus län, södra delen av Viborgs län och större delen av Åbo och Björneborgs län. Han arbetade med kartarbeten i Turkiet under Rysk-turkiska kriget (1877–1878). 
Han blev senare guvernör i provinsen S:t Michel 1883–1884, provinsen Kuopio 1884–1888 och i provinsen Vasa 1888–1894.

## Politik
Politiskt var Alexander Järnefelt fennoman inom Finska partiet. Han tillhörde visserligen en adelssläkt med svenska som modersmål,  men han hade lärt sig finska i sitt barndomshem av tjänstefolk och allmoge och sedermera lärt sig bli flytande på finska både muntligt och skriftligt. Han beslöt från början att finska skulle vara familjens språk i sitt hem, vilket innebar att även hans ryskspråkiga hustru Elisabeth var tvungen att lära sig språket. Han satte också sina barn i finskspråkiga skolor, vilket var mycket ovanligt inom den finländska adeln vid denna tid. Han såg även till att hans barn behärskade också svenska, ryska, tyska och franska.
Alexander Järnefelt lämnade sin guvernörspost i november 1894 för att bli senator, och som sådan ordförande för senatens utskott för militära frågor. Han fortsatte att i denna position driva finskheten, bland annat genom förfinskning av Finska kadettskolan i Fredrikshamn.

## Familj
Paret fick de nio barnen Kasper, Arvid, Eero, Ellida, Ellen, Armas, Aino, Hilja och Sigrid. Kritikern Kasper, kompositören Armas, författaren Arvid och konstnären Eero blev prominenta personer i Finlands kulturliv, och Aino gifte sig med Jean Sibelius. Makarna Järnefelt levde i ett olyckligt äktenskap, i vilket Elisabeth Järnefelt uppges tidvis ha tvingats låna pengar från släktingar och vänner för att klara hushållsutgifterna på grund av sin mans överdrivet ekonomiska sinne. Efter 1876 kommunicerade paret med varandra endast genom skriftliga meddelanden, som barnen överlämnade.